# Ștefan Tomșa le second
Etienne  ou Ștefan Tomșa le second est Prince de Moldavie de 1611 à 1615 et de 1621 à 1623 pendant la période troublée de la guerre des magnats moldaves. En principauté de Moldavie la monarchie est élective, comme en Pologne, Transylvanie et Valachie voisines, et le prince (voïvode, hospodar ou domnitor selon les époques et les sources) est élu par (et le plus souvent parmi) les boyards : pour être nommé, régner et se maintenir, il s'appuie fréquemment sur les puissances voisines, habsbourgeoise, polonaise ou ottomane.
Fils légitime supposé ou illégitime réel du prince Ștefan Tomșa le premier, il est agréé par les Ottomans comme prince de Moldavie en décembre 1611 (la Moldavie est tributaire de l'Empire ottoman depuis 1455). 
En 1612, à la bataille de Cornul Lui Sas, Ștefan Tomșa allié au khanat de Crimée réussit à repousser l'offensive de son rival Constantin Movilă aidé par les Polonais ; ce dernier perd la vie en tentant de s'échapper. Une révolte de boyards près de Jassy est matée et Ștefan Tomșa pense son trône assuré lorsqu'Alexandru Movilă le chasse du pays en novembre 1615 à l'aide d'une armée polonaise.
En octobre 1621, il réussit à récupérer son trône mais il est destitué en août 1623 à la suite d'une nouvelle intervention des Polonais.

## Sources
- Alexandru Dimitrie Xenopol Histoire des Roumains de la Dacie trajane : Depuis les origines jusqu'à l'union des principautés. E Leroux Paris (1896)
- Nicolas Iorga Histoire des Roumains et de la romanité orientale. (1920)
- (ro) Constantin C. Giurescu & Dinu C. Giurescu, Istoria Românilor Volume III (depuis 1606), Editura Ştiinţifică şi Enciclopedică, Bucureşti, 1977.
- Jean Nouzille La Moldavie, Histoire tragique d'une région européenne, Ed. Bieler,  (ISBN 2-9520012-1-9).
- Gilles Veinstein, Les Ottomans et la mort   (1996)   (ISBN 9004105050).
- Joëlle Dalegre Grecs et Ottomans 1453-1923. De la chute de Constantinople à la fin de l’Empire Ottoman, L’Harmattan Paris (2002)   (ISBN 2747521621).

## Note
1. ↑  Le fait qu'entre 1455 et 1859 la Principauté de Moldavie se soit reconnue vassale de la « Sublime Porte » ottomane ne signifie pas, comme le montrent par erreur beaucoup de cartes historiques, qu'elle soit devenue une province turque et un pays musulman. Seuls certains territoires moldaves sont devenus ottomans : en 1484 la Bessarabie alors dénommée Boudjak, au nord des bouches du Danube (ce nom ne désignait alors que les rives du Danube et de la mer Noire), en 1538 la raya de Tigina alors dénommée Bender, et en 1713 la raya de Hotin. Le reste de la Principauté (y compris la partie entre Dniestr et Prut qui est appelée Bessarabie en 1812, lors de l'annexion russe) conserve ses propres lois, sa religion orthodoxe, boyards, princes, ministres, armées et autonomie politique (au point de se dresser plus d'une fois contre le Sultan ottoman). Les erreurs cartographiques et historiques sont dues à l'ignorance ou à des simplifications réductrices. Voir Gilles Veinstein et Mihnea Berindei : L'Empire ottoman et les pays roumains, EHESS, Paris, 1987.
2. ↑  À plusieurs reprises dans son histoire, la Principauté de Moldavie a été vassale et alliée de la Pologne mais cela ne signifie pas, comme l'affirment par erreur certains auteurs (voir  et ) qu'elle soit devenue une province polonaise ou un fief du roi de Pologne. Ces erreurs sont dues d'une part à la confusion sémantique chez certains historiens modernes, entre voïvodie (province, en polonais) et voïvode (prince régnant, en roumain), ou encore entre suzeraineté et souveraineté, et d'autre part à la rétroprojection nationaliste de l'histoire. L'expression « rétroprojection nationaliste », du Pr. Jean Ravenstein de l'Université de Marseille, désigne la tendance historiographique moderne à projeter dans le passé les nationalismes modernes, comme s'ils étaient apparus dès le Moyen Âge ou l'Antiquité.